# Zoraida eupoecila
Zoraida eupoecila är en insektsart som beskrevs av William Lucas Distant 1907. Zoraida eupoecila ingår i släktet Zoraida och familjen Derbidae. Inga underarter finns listade i Catalogue of Life.